# Балаковская ТЭЦ
Балаковская ТЭЦ (ТЭЦ-4) — энергетическое предприятие в городе Балаково, Саратовская область. ТЭЦ является подразделением ПАО «Т Плюс».

## История
Изначально ТЭЦ проектировалась и строилась для тепло- и электроснабжения местного комбината химволокна. Впоследствии к станции были подключены и другие промышленные предприятия города, проложены тепловые магистрали для отопления и горячего водоснабжения новостроек.
Строительство ТЭЦ началось в 1959 году. Первые котлоагрегат и турбогенератор станции были запущены в эксплуатацию весной 1962 года. После ввода в эксплуатацию в 1983 году агрегатов третьей очереди, Балаковская ТЭЦ стала самой крупной по мощности в Саратовской энергосистеме и одной из крупнейших станций Поволжья: установленная электрическая мощность станции достигла 465 МВт, установленная тепловая — 1532 Гкал.

## Перечень основного оборудования
| Агрегат                              | Тип             | Изготовитель                                                | Количество | Ввод в эксплуатацию                     | Основные характеристики | Основные характеристики | Источники   |
| Агрегат                              | Тип             | Изготовитель                                                | Количество | Ввод в эксплуатацию                     | Параметр                | Значение                | Источники   |
| ------------------------------------ | --------------- | ----------------------------------------------------------- | ---------- | --------------------------------------- | ----------------------- | ----------------------- | ----------- |
| Оборудование паротурбинных установок |                 |                                                             |            |                                         |                         |                         |             |
| Паровой котёл                        | ТГМ-84(А,Б)     | Таганрогский котельный завод «Красный котельщик»            | 6          | 1961 г. 1962 г. 1964 г. 1970 г. 1981 г. | Топливо                 | газ                     | [ 2 ] [ 4 ] |
| Паровой котёл                        | ТГМ-84(А,Б)     | Таганрогский котельный завод «Красный котельщик»            | 6          | 1961 г. 1962 г. 1964 г. 1970 г. 1981 г. | Производительность      | 420 т/ч                 | [ 2 ] [ 4 ] |
| Паровой котёл                        | ТГМ-84(А,Б)     | Таганрогский котельный завод «Красный котельщик»            | 6          | 1961 г. 1962 г. 1964 г. 1970 г. 1981 г. | Параметры пара          | 140 кгс/см2, 560 °С     | [ 2 ] [ 4 ] |
| Паровая турбина                      | ПТ-50/60-130/7  | Ленинградский металлический завод Уральский турбинный завод | 3          | 1962 г. 1964 г. 1970 г.                 | Установленная мощность  | 50 МВт                  | [ 2 ] [ 4 ] |
| Паровая турбина                      | ПТ-50/60-130/7  | Ленинградский металлический завод Уральский турбинный завод | 3          | 1962 г. 1964 г. 1970 г.                 | Тепловая нагрузка       | 110 Гкал/ч              | [ 2 ] [ 4 ] |
| Паровая турбина                      | Т-50-130-1      | Уральский турбинный завод                                   | 1          | 1964 г.                                 | Установленная мощность  | 50 МВт                  | [ 2 ] [ 4 ] |
| Паровая турбина                      | Т-50-130-1      | Уральский турбинный завод                                   | 1          | 1964 г.                                 | Тепловая нагрузка       | 92 Гкал/ч               | [ 2 ] [ 4 ] |
| Паровая турбина                      | Т-55-130        | Уральский турбинный завод                                   | 1          | 1970 г.                                 | Установленная мощность  | 55 МВт                  | [ 2 ] [ 4 ] |
| Паровая турбина                      | Т-55-130        | Уральский турбинный завод                                   | 1          | 1970 г.                                 | Тепловая нагрузка       | 95 Гкал/ч               | [ 2 ] [ 4 ] |
| Паровая турбина                      | Т-115/120-130-4 | Уральский турбинный завод                                   | 1          | 1981 г.                                 | Установленная мощность  | 115 МВт                 | [ 2 ] [ 4 ] |
| Паровая турбина                      | Т-115/120-130-4 | Уральский турбинный завод                                   | 1          | 1981 г.                                 | Тепловая нагрузка       | 175 Гкал/ч              | [ 2 ] [ 4 ] |
| Водогрейное оборудование             |                 |                                                             |            |                                         |                         |                         |             |
| Водогрейный котёл                    | ПТВМ-180        | Белгородский котельный завод                                | 2          | 1980 г. 1988 г.                         | Топливо                 | газ                     | [ 2 ] [ 4 ] |
| Водогрейный котёл                    | ПТВМ-180        | Белгородский котельный завод                                | 2          | 1980 г. 1988 г.                         | Производительность      | 180 Гкал/ч              | [ 2 ] [ 4 ] |